# Appuntamento con Ornella Vanoni
Appuntamento con Ornella Vanoni, pubblicato nel 1970, è l'ottavo album in studio della cantante italiana Ornella Vanoni.

## Descrizione
Il disco è una sorta di raccolta di alcuni pezzi di album precedenti e di singoli: è incluso innanzitutto per la prima volta in album L'appuntamento, forse la canzone più famosa della cantante, che vince la Mostra Internazionale di Musica Leggera di Venezia; vi è poi Casa Bianca che arriva secondo al Festival di Sanremo 1968 ed Eternità che Ornella presenta al Festival di Sanremo 1970 in coppia con I Camaleonti arrivando al quarto posto; con i brani In questo silenzio e con Sono triste partecipa a Canzonissima 1968 e con i brani Una ragione di più e Finisce qui partecipa al programma Senza rete.
Il disco raggiunge il quinto posto in classifica vendite.
Ristampato più volte, mantenne sostanzialmente la stessa composizione grafica con lievi ed insignificanti variazioni cromatiche. Per identificare le ristampe ci si può unicamente basare sulle differenti grafiche dell'etichetta (prima del 1971 i dischi Ariston hanno il logo inserito in un rettangolo argentato, poi sostituito da una scritta sfumata) e dalle date segnate nei solchi vuoti del vinile.
Inoltre esiste una ristampa con una copertina completamente diversa e con lo stesso numero di catalogo.
Il brano L'appuntamento è stato cantato anche in lingua spagnola da Ornella e incluso soltanto nell'album Lo Mejor de Ornella Vanoni (Carnaby CPS 9208), con il titolo Sentado a la vera del camino nel 1972.

## Tracce
LATO A
1. L'appuntamento - 4:35 (testo: Roberto Carlos, Bruno Lauzi – musica: Erasmo Carlos)
2. In questo silenzio - 2:40 (Alberto Salerno, Alfredo Ferrari)
3. Casa bianca - 3:02 (Don Backy, Eligio La Valle)
4. Sono triste - 3:02 (Vito Pallavicini, Paolo Conte)
5. Sto con lui - 3:01 (Franco Califano, Ornella Vanoni, Gianni Guarnieri, Antonio Balducci)
6. Quale donna vuoi da me - 2:31 (Leo Chiosso, Carlo Silva, Pino Calvi)

LATO B
1. Mi piaci,mi piaci - 2:48 (Leo Chiosso, Ornella Vanoni, Carlo Silva, Pino Calvi)
2. Eternità - 3:45 (Giancarlo Bigazzi, Claudio Cavallaro)
3. Una ragione di più - 3:31 (Luciano Beretta, Franco Califano, Ornella Vanoni, Mino Reitano, Franco Reitano)
4. Il mio coraggio - 3:24 (Luciano Beretta, Gian Piero Reverberi, Laura Giordano)
5. Quando arrivi tu - 3:02 (Franco Califano, Mauro Pagani, Rodolfo Grieco)
6. Finisce qui - 3:24 (Giorgio Calabrese, Pino Calvi)